# 서울특별시 기획조정실장
기획조정실장은 서울특별시청 소속 직위로, 서울시 기획조정실장은 1급 상당의 공무원이다. 서울특별시를 제외한 다른 광역시, 자치시, 도청의 경우 기획조정실장을 2급 이사관급 상당의 일반직 고위공무원단으로 보한다. 

## 역대 실장

### 서울특별시 기획관리관
| 대수 | 이름           | 임기                             | 기타                  |
| ---- | -------------- | -------------------------------- | --------------------- |
| 1대  | 조성래(趙聖來) | 1964년 ~ 1965년 3월 14일         |                       |
| 2대  | 김세준(金世駿) | 1965년 3월 15일 ~ 1965년 6월 2일 | 관광운수국장으로 전보 |

| 대수     | 이름            | 임기                              | 기타                                                                                                 |
| -------- | --------------- | --------------------------------- | --- |
| 직무대리 | 김용래(金庸來)  | 1966년 5월 27일 ~ 1966년 9월 9일  | 내무국장으로 직무대리                                                                                |
| 직무대리 | 손석모(孫石模)  | 1966년 9월 10일 ~ 1967년          | 감사과장으로 직무대리,                                                                               |
| 1대      | 손석모(孫石模)  | 1967년 ~ 1967년 5월 12일          | 재직 중 사망                                                                                         |
| 2대      | 김문하(金文河)  | 1967년 6월 19일 ~                 | |
| 3대      | 김원하(金元河)  | ~ 1968년 9월 5일                  | |
| 4대      | 박순조(朴順造)  | 1968년 9월 5일 ~ 1969년 4월 28일  | 감사과장 재직 시 한강제4로 입체교차로공사 관련 3백만원 뇌물 수수 혐의로 4월 23일 구속, 28일 직위해제 |
| 5대      | 김응준(金應埈)  | 1969년 4월 28일 ~ 1970년 3월 10일 | |
| 6대      | 장지을(張之乙)  | 1970년 3월 11일 ~ 1970년 10월 9일 | 4월 24일부터 서울시청 아파트관리사업소장 겸직                                                        |
| 7대      | 손정목(孫禎睦)  | 1970년 7월 10일 ~ 1970년 6월 21일 | 71.06.25. 서울시 교육위원 겸직                                                                       |
| 8대      | 손정목(孫禎睦)  | 1971년 6월 21일 ~ 1973년 6월 26일 | 72년 10월 4일 도시계획국장직무대리 겸직, 72년 10월 4일 도시계획국장 직무대리 겸직                    |
| 8대      | 송정묵(宋正默)  | 1971년 6월 21일 ~ 1973년 6월 26일 | |
| 9대      | 김성배(金聖培)  | 1973년 6월 26일 ~ 1975년 3월 20일 | 제2부시장 승진                                                                                       |
| 10대     | 주용준(朱瑢焌)  | 1975년 3월 20일 ~                 | |
| 11대     |                 | ~                                 | |
| 직무대리 | 이상용(李相龍)  | 1979년 4월 4일 ~ 1979년 6월 21일  | |
| 12대     | 도지훈( 都志薰) | 1979년 6월 22일 ~                 | |
| 13대     | 김진원(金鎭遠)  | 1981년 9월 10일 ~ 1981년 11월 9일 | 직제상향                                                                                             |

### 서울특별시 기획관리실장
| 대수     | 이름           | 임기                               | 기타                                           |
| -------- | -------------- | ---------------------------------- | ---------------------------------------------- |
| 1대      | 손정목(孫禎睦) | 1973년 6월 26일 ~ 1975년 3월 19일  | 도시계획국장직무대리 겸직(75년까지), 직제 폐지 |
| 2대      | 김진원(金鎭遠) | 1981년 11월 10일 ~ 1985년 2월 21일 | 직제부활, 기획조정관을 직제상향하여 승진       |
| 3대      | 윤백영(尹伯榮) | 1985년 3월 8일 ~ 1988년 12월 13일  |                                                |
| 직무대리 | 최상근(崔相根) | 1988년 12월 27일 ~ 1989년 1월 3일  |                                                |
| 4대      | 최상근(崔相根) | 1989년 1월 4일 ~ 1989년 11월 7일   |                                                |
| 5대      | 김인동(金寅東) | 1989년 11월 8일 ~ 1991년 4월 12일  |                                                |
| 직무대리 | 박종우(朴宗雨) | 1991년 4월 12일 ~ 1991년 8월 12일  |                                                |
| 6대      | 박종우(朴宗雨) | 1991년 8월 13일 ~ 1992년 4월 20일  |                                                |
| 7대      | 강덕기(姜德基) | 1992년 4월 30일 ~ 1994년 12월 6일  |                                                |
| 8대      | 김의재(金義在) | 1994년 12월 6일 ~                  |                                                |
| 9대      | 도명정(都明正) | 1995년 8월 13일 ~ 1998년 8월 11일  |                                                |

### 서울특별시 기획예산실장
| 대수 | 이름           | 임기                              | 기타 |
| ---- | -------------- | --------------------------------- | ---- |
| 1대  | 탁병오(卓秉伍) | 1998년 8월 12일 ~ 2000년 2월 12일 |      |
| 2대  | 김우석(金禹奭) | 2000년 2월 13일 ~ 2002년 6월 26일 |      |
| 직대 | 원세훈(元世勳) | 2002년 7월 6일 ~ 2002년 7월 7일   |      |
| 3대  | 원세훈(元世勳) | 2002년 7월 7일 ~                  |      |

### 서울특별시 경영기획실장
| 대수 | 이름           | 임기                              | 기타 |
| ---- | -------------- | --------------------------------- | ---- |
| 1대  | 원세훈(元世勳) | ~ 2003년 10월 31일                |      |
| 직대 | 이철수(李哲秀) | 2003년 11월 4일 ~ 2004년          |      |
| 2대  | 이철수(李哲秀) | 2004년 ~ 2015년 8월 10일          |      |
| 직대 | 최령(崔領)     | 2005년 8월 11일 ~                 |      |
| 3대  | 최령(崔領)     | 2005년 8월 22일 ~ 2007년 1월 3일  |      |
| 직대 | 라진구         | 2007년 1월 4일 ~                  |      |
| 4대  | 라진구         | ~ 2007년 12월 31일                |      |
| 5대  | 권영규         | 2008년 1월 1일 ~ 2010년 6월 30일  |      |
| 직대 | 김상범         | 2010년 7월 1일 ~ 2010년 7월 29일  |      |
| 6대  | 김상범         | 2010년 7월 30일 ~ 2010년 9월 16일 |      |

### 서울특별시 기획조정실장
- 직대[34], 김상범 2010년 9월 17일 ~ 2010년 12월 29일
- 직대, 최항도 2010년 12월 30일 ~
- 최항도, ~ 2011년 12월 30일
- 직대[35], 정효성 2011년 12월 30일 ~
- 정효성 ~ 2014년 7월 16일
- 류경기 ~ 2015년 6월 30일
- 장혁재 2015년 6월 30일 ~ 2017년 10월 30일, 직원 자살로 인한 인책사임
- 직대[36], 윤준병 2017년 10월 30일 ~
- 윤준병 ~ 2017년 12월 27일
- 직대, 김용복 2017년 12월 27일 ~
- 김용복 2018년 ~  2018년 6월 28일
- 강태웅 2018년 6월 29일 ~ 2019년 4월 29일
- 서정협 2019년 4월 30일 ~ 2020년 3월
- 조인동 2020년 3월 ~ 2021년 5월
- 직대, 황보연 2021년 5월
- 직대, 김의승 2021년 5월 ~ 2021년 7월
- 김의승 2021년 7월 ~ 2022년 6월
- 직대, 황보연 2022년 7월 ~ 2022년 8월
- 정수용 2022년 8월 ~ 2023년 7월
- 직대, 김상한 2023년 7월 ~ 2023년 11월
- 김상한 2023년 11월 ~ 2023년 12월
- 직대, 김태균 2023년 12월 ~ 2024년 5월
- 김태균, 2024년 5월 ~ 2024년 12월
- 정상훈, 2025년 1월 ~